# Ocotlán, Tlaxcala
Ocotlán är en stad i delstaten Tlaxcala i Mexiko med över 22 000 invånare (2005). 